# Chromalizus socius
Chromalizus socius är en skalbaggsart som först beskrevs av Jordan 1894.  Chromalizus socius ingår i släktet Chromalizus och familjen långhorningar.
Artens utbredningsområde är Gabon. Inga underarter finns listade i Catalogue of Life.